# Dichorisandra glaziovii
Dichorisandra glaziovii är en himmelsblomsväxtart som beskrevs av Paul Hermann Wilhelm Taubert. Dichorisandra glaziovii ingår i släktet Dichorisandra och familjen himmelsblomsväxter. Inga underarter finns listade.